# Сабаїльський замок
Сабаїльський замок (азерб. Bayıl qalası) — замок, побудований у 1234 році шірваншахом Фарібурзом III і розташований на одному з островів Баїловської бухти поблизу Баку в Азербайджані. Сабаїльський замок відомий під різними назвами: «Сабаїл», «Баїловські камені», «Караван-сарай», «Баїл-Гесрі».

## Історія

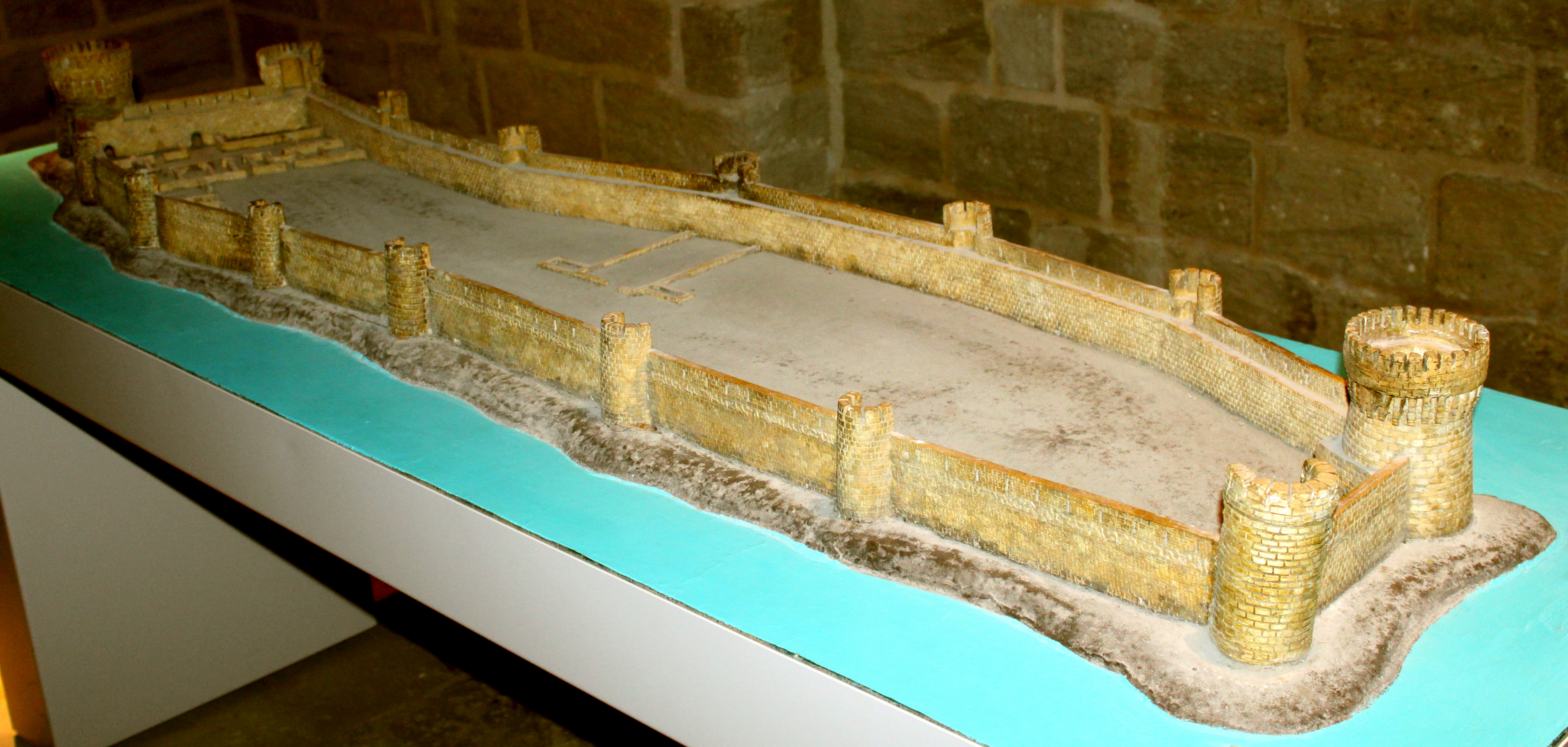
Макет замку

Замок був побудований 1235 року, за наказом ширваншаха Фарібурза III на одному з островів Каспійського моря.
Споруда має вигляд сильно витягнутого з півночі на південь неправильної форми прямокутника. Замок був оперезаний мурами завтовшки 1,5-2 м і мав 15 веж.
Існує кілька версій призначення Сабаїловського замку. Згідно з однією з них, це був потужний морський порт, який не змогла захопити навіть армія Чингісхана.
Прихильники другої версії стверджують, що це був найбільший караван-сарай, куди стікалися багатства з Туреччини, Китаю, Індії. Хоча, вузькі двері фортеці, в які неможливо було б пройти караванам, спростовують цю версію.
Найбільш правдоподібною, на думку вчених, є версія про те, що фортеця була язичницьким храмом. На її території були виявленні осколки гончарних труб різного діаметра — залишки розгалуженої мережі водопроводу, каналізації і, безсумнівно, газопровід, який жерці-вогнепоклонники підводили від місць природного виходу газу до вівтарів в храмах. Те, що тут знайшли дуже мало предметів побуту, говорить про те, що тут не жили, а здійснювали ритуали.
Сильний землетрус 1306 року став причиною підняття вод Каспію на цілих 20 метрів, в результаті чого найпотужніше спорудження часів ширваншахів занурилося в морську безодню.
У 1723 році рівень води в морі знизився і оголилася верхня частина однієї з башт Сабаїловської фортеці. Але тривале перебування фортеці в солоній воді майже повністю її зруйнувало. Згодом замок знову зник і повністю знаходився під водою до 2000 року, коли він знову оголився. Він стоїть від берега на відстані близько 350 м.
Кам'яні плити з рельєфними написами арабським шрифтом і скульптурними зображеннями тварин, птахів, людських образів і деяких фантастичних істот, сьогодні зберігаються на території Палацу Ширваншахів.

## Опис
Замок був побудований за проектом архітектора Зейнаддіна ібн Абу Рашида Ширвані. План споруди має вигляд сильно витягнутого з півночі на південь неправильної форми чотирикутника завдовжки 180 м і шириною 40 м. Ця форма відповідала контурам острова, що зараз підноситься над морською водою, на якому стоїть фундамент даної споруди. Замок був оперезаний мурами, товщиною 1,5-2 м і мав 15 веж, три з яких були круглими, а 12 напівкруглими.

## Джерело
- Каспийская Атлантида – Сабаиловский замок [Архівовано 5 січня 2017 у Wayback Machine.] (рос.)